# عید (فیلم ۱۹۳۸)
«عید» (انگلیسی: Holiday (1938 film)) فیلمی در ژانر کمدی رمانتیک و رمانتیک به کارگردانی جرج کیوکر است که در سال ۱۹۳۸ منتشر شد.

## بازیگران
- کاترین هپبورن
- کری گرانت
- لو آیرس
- ادوارد اورت هورتون
- بینی بارنز
- هنری دانیل
- آن دران
- دوریس نولان
- هری کولکر
- هاوارد هیکمن
- جین دیکسون